# Koldenbüttel
Koldenbüttel (en danois: Koldenbyttel) est une municipalité allemande située dans le land du Schleswig-Holstein et dans l'arrondissement de Frise-du-Nord.

## Personnalités liées à la ville
- Christian Heinrich Friedrich Peters (1813-1890), astronome né à Koldenbüttel.
- Wilhelm Peters (1815-1883), zoologiste né à Koldenbüttel.